# Bruno Madinier
Pour les articles homonymes, voir Madinier.
 (mai 2015).
Si vous disposez d'ouvrages ou d'articles de référence ou si vous connaissez des sites web de qualité traitant du thème abordé ici, merci de compléter l'article en donnant les références utiles à sa vérifiabilité et en les liant à la section « Notes et références ».
Bruno Madinier, né le 10 mai 1960 à Paris, est un comédien français.

## Biographie

### Enfance et formation
D'origine lyonnaise par son père, président de la banque Crédit industriel de l'ouest, et parisienne par sa mère, Bruno Madinier commence le théâtre dès l'âge de 11 ans au collège. Cette passion va le poursuivre pendant toute sa scolarité. Il crée avec des amis du lycée, dont Éric Prat, le « Débilium Circus », qui monte plusieurs spectacles à partir d'improvisations avec des titres aussi évocateurs que La gare grouille et Le Point d'interrogation.
Après ses études secondaires, il intègre l'École des hautes études commerciales de Paris (HEC). Pendant ses études à HEC, il s'inscrit au conservatoire d'art dramatique de Versailles et monte une troupe amateur « Le théâtre de l'Orme » avec des amis du conservatoire, passionnés de théâtre. Ils montent ensemble plusieurs spectacles Attendez-moi sous l'orme de Jean-François Régnard, Peinture sur bois, d'Ingmar Bergman, Théodore le grondeur de Carlo Goldoni, Cet animal étrange d'après des nouvelles d'Anton Tchekhov. Ils participent à différents festivals, et organisent des tournées un peu partout en France. Le jeune acteur quitte HEC au bout d'à peine deux ans. Son seul désir est alors de devenir un comédien à part entière.
Il réussit alors le concours d'entrée du Conservatoire national d'art dramatique de Paris (promotion 1982) où il va passer trois ans, formés par des professeurs de renom : Pierre Debauche, Antoine Vitez et Claude Régy. Il y croise la route d'autres comédiens tels que Jean-Hugues Anglade, Christophe Lambert ou encore Robin Renucci. Il suit également les cours de Blanche Salant à l'Atelier International de Théâtre.

### Carrière professionnelle
Il commence sa carrière au théâtre principalement dans le circuit du théâtre subventionné (Comédie de Reims, Théâtre national de Strasbourg, Théâtre des 2 Rives de Rouen, Théâtre de l'Athénée à Paris) et joue parallèlement dans des films et téléfilms.
En 1984, à l'âge de 24 ans, il joue dans le film Le Couronnement du monde d'Arnaud Desplechin. Le film est présenté au Festival de Cannes en 1985 dans la section Perspectives du Cinéma français.
À partir de 1992, Bruno Madinier se fait connaître du grand public grâce à son rôle du juge Bruno Cordier dans la série Les Cordier, juge et flic, le fils du commissaire Pierre Cordier incarné par Pierre Mondy.
En 1992, parallèlement à sa carrière d'acteur, il crée un cabinet de formation professionnelle Madinier et Associés. Il monte des programmes de formation autour de la communication, de l'efficacité professionnelle et du management. Il anime des séminaires et des formations dans de nombreuses entreprises.
En 2003, Madinier quitte la série Les Cordier juge et flic, après dix ans de bons et loyaux services.
À l'été 2005, il connaît un grand succès à la télévision française sur TF1 avec la saga Dolmen aux côtés d'Ingrid Chauvin. Pour son rôle de Lucas Fersen dans Dolmen, il obtient en 2006 le prix du comédien (décerné par le public) au festival de Luchon.
Il monte également régulièrement sur les planches. Pendant la saison 2003-2004, il joue L'amour est enfant de salaud d'Alan Ayckbourn, mise en scène par José Paul, aux côtés d'Isabelle Gélinas, Lysiane Meis et Chick Ortega au théâtre Tristan-Bernard à Paris. Ce spectacle obtient 9 nominations aux Molières 2004 et est récompensé par 2 Molières : meilleur spectacle de divertissement et meilleure adaptation pour Michel Blanc.
En 2006-2007, il joue dans Le Miroir d'Arthur Miller, mis en scène par Michel Fagadau à la Comédie des Champs-Élysées, avec Anne Brochet et Thierry Frémont.
De mars 2009 à juin 2009, il tourne la première saison de la série Mes amis, mes amours, mes emmerdes... pour TF1, réalisée par Sylvie Ayme, aux côtés de Florence Pernel, Bernard Yerlès, Anne Charrier, Serge Hazanavicius et Élise Tielrooy.
Il joue ensuite avec Marthe Villalonga dans Le Mal de mère à Lyon et en tournée dans Même pas Vrai avec Raphaëline Goupilleau au Théâtre Saint-Georges.
En 2018, pour les un an de la série, il intègre la distribution de Demain nous appartient dans le rôle de Raphaël Lisetti, l'écrivain de "Sauvage". Il est l'ex de Chloé Delcourt (Ingrid Chauvin) et le mari de Rose Latour (Vanessa Demouy). Il sème la zizanie dans la famille Delcourt (avec Alexandre Brasseur, Clément Rémiens et Luce Mouchel).

## Filmographie

### Cinéma
- 1979 : Vacances royales de Gabriel Auer : Michel
- 1984 : Le Couronnement du monde, court-métrage d'Arnaud Desplechin
- 1990 : Jalousie de Kathleen Fonmarty

### Télévision
- 1983 : Trois morts à zéro de Jacques Renard : Thierry
- 1985 : Le Réveillon de Daniel Losset : Jean
- 1988 : Mono-Poly (court-métrage)
- 1988 : L'Excès contraire, téléfilm d'Yves-André Hubert : Frédéric
- 1989 : Le Lien du sang, téléfilm de Pierre Lary : Daniel
- 1990 : Julie de Carneilhan, téléfilm de Christopher Frank : Coco Vatard
- 1990 : Une femme parfaite (Sweet Revenge) de Charlotte Brandström : Phil
- 1990 : Les Cinq Dernières Minutes de Bernard Choquet, épisode 63 : Saute qui peut
- 1991 : Napoléon et l'Europe (série)
- 1991 : V comme vengeance (série) - épisode La bille écarlate : Éric
- 1991 : Bergerac - épisode All for love : Pascal
- 1991 : Salut les coquins de Marcel Zemour : Decourt
- 1992 - 2005 : Les Cordier, juge et flic (série) : juge Bruno Cordier
- 1992 : Les Noces de carton : Paul Martineau-Dubreuil
- 1995 : Les Alsaciens ou les Deux Mathilde, série de Michel Favart : Armand
- 1999 : La Vie à trois de Christiane Leherissey : Antoine Laval
- 1998 : Les Marmottes, série de Jean-Denis Robert : Stéphane
- 2000 : L'Amour sur un fil, téléfilm de Michaëla Watteaux : Mathieu
- 2001 : Louis Page - épisode Le bienfaiteur réalisé par Heikki Arekallio : Pierre Laborde
- 2002 : Mortes de préférence, téléfilm de Jean- Luc Bretenstein : Serge Picard
- 2003 : Le Bleu de l'océan, série de Didier Albert : Paul Delcourt
- 2005 : Dolmen, série de Didier Albert : Lucas Fersen
- 2006 : Premier suspect, téléfilm de Christian Bonnet : Alain Mercier
- 2006 : La Tempête, téléfilm de Bertrand Arthuys : Thomas
- 2007 : La Prophétie d'Avignon, série de David Delrieux : David Perisse
- 2008 : Le sanglot des anges, série de Jacques Otmezguine : L'inspecteur Berger
- 2008 : La Main blanche, série de Dennis Berry : Franck Mercœur
- 2009 : Jamais 2 sans 3, téléfilm de Eric Summer : Alex Le Guen
- 2009 : Mes amis, mes amours, mes emmerdes... (série) (saison 1) : Olivier Delaume
- 2010 : Tombé sur la tête, téléfilm de Didier Albert : Thomas
- 2010 : Vidocq - Le Masque et la Plume, série de Hervé Korian : Eugène-François Vidocq
- 2010 : Mes amis, mes amours, mes emmerdes... (série) (saison 2) : Olivier Delaume
- 2011 : Mes amis, mes amours, mes emmerdes... (série) (saison 3) : Olivier Delaume
- 2011 : L'Amour en jeu, téléfilm de Jean-Marc Seban : Franck Basini
- 2012 : Jeu de dames, série de François Guérin : Simon Valbert
- 2013 : Enquêtes réservées (série) (saison 6 - 6 épisodes) : François Saint-Mathieu
- 2015 : Meurtres à Étretat, téléfilm de Laurence Katrian : Victor Ortega
- 2015 : Commissaire Magellan (1 épisode) : Marc
- 2015 : Mes amis, mes amours, mes emmerdes... (série) (saison 4, épisode 1) : Olivier Delaume[4]
- 2016 : PJMS avec Benjamin Bodinaud et Jonathan Billaud (court-métrage)
- 2018 : Demain nous appartient : Raphaël, l'ex de Chloé et compagnon de Rose (épisodes 249-275)

### Clip
- 1989 : Apparition (avec Samuel Le Bihan) dans le clip de la chanson Non mais qu'est-ce que tu crois ! de Jakie Quartz[5]

## Théâtre
- 1981 : Les Vacances de Jean-Claude Grumberg, mise en scène Jean-Pierre Miquel, Centre Dramatique National de Reims
- 1981 : Naïves Hirondelles de Roland Dubillard, mise en scène D. Romand, Centre Dramatique National de Reims.
- 1982 : Penthésilée d'Heinrich von Kleist, mise en scène André Engel, Théâtre national de Chaillot, Théâtre national de Strasbourg
- 1984 - 1985 : création de 3 comédies de Corneille Mélite La Galerie du Palais, La Place Royale, mise en scène Alain Bézu dans la chapelle du lycée Corneille à Rouen
- 1985 à 1990 : Reprise de trois comédies de Corneille au Théâtre de la Commune d'Aubervilliers, au festival de Chambord et du Havre et pour l'ouverture du théâtre des 2 Rives à Rouen.
- 1987 : L'Excès contraire de Françoise Sagan, mise en scène Michel Blanc, Théâtre des Bouffes-Parisiens
- 1988 : Conversation entre Virginia Woolf et Lytton Strachey, mise en scène I. Janier, Théâtre de l'Athénée-Louis-Jouvet
- 1990 : La Place Royale de Corneille, mise en scène Alain Bézu
- 1998 : Flip ! de Tom Rooney, mise en scène Roger Mirmont, Théâtre Fontaine
- 2003 : L'amour est enfant de salaud d'Alan Ayckbourn, mise en scène José Paul, Théâtre Tristan Bernard
- 2005 : Le Miroir d'Arthur Miller, mise en scène Michel Fagadau, Comédie des Champs-Élysées
- 2010 : Le Mal de mère de Pierre-Olivier Scotto, mise en scène d'Isabelle Rattier, Théâtre Tête d'Or
- 2013 : Même pas vrai de Sébastien Blanc et Nicolas Poiret, mise en scène Jean-Luc Revol, tournée, Théâtre Saint-Georges
- 2015 : Les vœux du cœur de Bill C. Davis, mise en scène Anne Bourgeois,  Théâtre La Bruyère
- 2022 : Derrière le rideau d'Éric Assous, mise en scène Anne Bouvier, tournée